# 스킴보딩
스킴보딩(Skimboarding)은 수상 스포츠의 하나이며, 스케이트보딩과 서핑을 섞인 것 같은 스포츠로 주로 해변의 물가에서 열린다.